# 絲路
絲路 通往愛的路途（ピン音:Sī lù Tōng wǎng ài de lù tú、スールー トンワンアイドルートゥ）は、2005年9月16日にロックレコードから発売された梁静茹（フィッシュ・リョン）7作目のオリジナルアルバム。2006年1月26日にはPVを収録したDVD版とVCD版がリリースされている。
日本では『シルクロード・オブ・ラヴ』というタイトルで2006年1月18日に発売された（CDのみ）。

## 収録曲
- CD版、DVD版、VCD版のいずれも収録曲順は同じである。

1. 絲路 （シルクロード）
作詞:五月天阿信、作曲:王力宏
2. 我還記得 （今でも覚えてる）
作詞:黄婷、作曲:易桀齊+伍冠諺
3. 痩痩的 （痩せてるから）
作詞:姚若龍、作曲:陳小霞
4. 路
作詞:陳忠義、作曲:陳忠義
5. 一對一 （一対一）
作詞:小寒、作曲:蔡健雅
6. 可惜不是你 （あなたじゃないのね）
作詞:李焯雄、作曲:曹軒賓
7. 下一秒鐘 （次の一秒間）
作詞:易家揚、作曲:Lisa
8. 很久以後 （時間が経ったあと）
作詞:許哲、作曲:許哲
9. 因為還是會 （だってまだ）
作詞:易桀齊、作曲:易桀齊+伍冠諺
10. 好夜晩GOOD NIGHT （good night）
作詞:姚小民、作曲:李志清